# Lone Star Brahmas
Lone Star Brahmas är ett amerikanskt juniorishockeylag som spelar i North American Hockey League (NAHL) sedan 2013. De grundades dock redan 1999 som Texas Tornado för spel i just NAHL och spelade fram till 2013 när Tornado såldes till Texas Hockey Partners, LLC, för att vara Lone Star Brahmas. De spelar sina hemmamatcher i inomhusarenan NYTEX Sports Centre, som har en publikkapacitet på 2 400 åskådare vid ishockeyarrangemang, i North Richland Hills i Texas. Brahmas har vunnit Robertson Cup en gång, som delas ut till det lag som vinner NAHL:s slutspel, för säsongen 2016–2017.
De har ännu inte fostrat någon nämnvärd spelare.